# Rajon Slobodseja

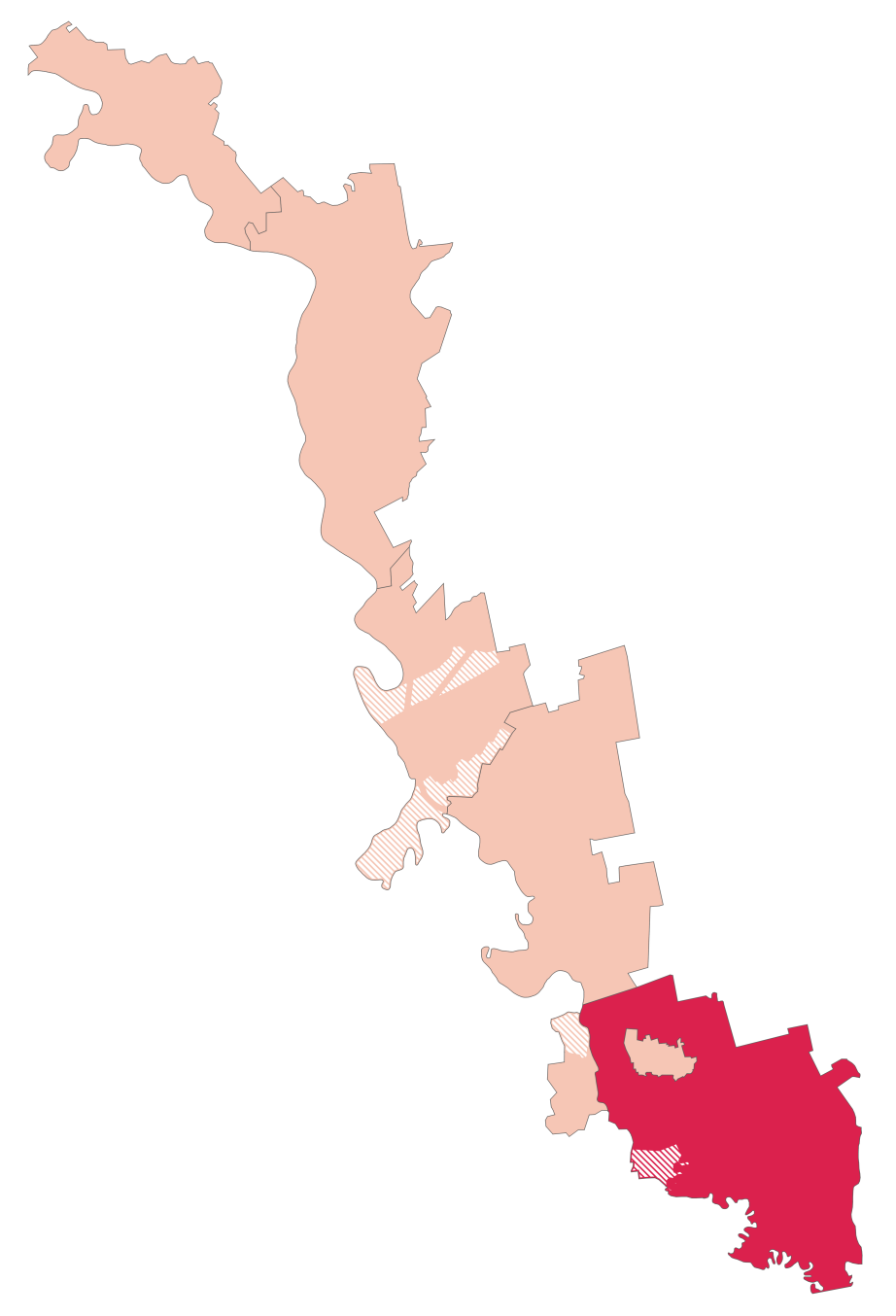
Der Rajon Slobodseja in Transnistrien

Der Rajon Slobodseja (russisch Слободзейский район / Slobodsejski Rajon; rumänisch Raionul Slobozia) ist einer der Rajons des international nicht anerkannten Staates Transnistrien. Er hat rund 87.000 Einwohner und umfasst eine Fläche von 873,24 Quadratkilometern. Verwaltungshauptstadt ist Slobozia (russisch Slobodseja). Zum Gebiet des Rajons gehört unter anderem die Umgebung der Hauptstadt Tiraspol, nicht jedoch die Stadt selbst. Im Westen grenzt er an die Stadt Bendery an, im Norden an den Rajon Grigoriopol.
Der Rajon umfasst auch ein größeres Gebiet westlich des Flusses Dnister, insbesondere die Ortschaft Kizkany mit einem bedeutenden Kloster. Die Ortschaft Kopanka, südlich von Kizkany, wird ebenfalls von Transnistrien als Teil des Rajons beansprucht, befindet sich aber unter Kontrolle der Republik Moldau.
Die Bevölkerung des Rajons Slobodseja ist multikulturell. Im Jahr 2004 setzte sie zu 41,5 % aus Moldauern (Rumänen), zu 26,6 % aus Russen, zu 21,7 % aus Ukrainern und zu 7,7 % aus Bulgaren zusammen. Kleinere Minderheiten waren Gagausen (0,5 %), Deutsche (0,5 %) und Belarussen (0,5 %).

## Wichtige Orte
- Blischni Chutor
- Dnestrowsk
- Glinoje
- Karagasch
- Kizkany
- Mereneschti
- Parkany
- Slobodseja
- Sukleja
- Ternowka
- Tschobrutschi